# Una novia contrareembolso
Una novia contrarrembolso (título en inglés (The Bride Came COD ), es una comedia romántica estadounidense de 1941 protagonizada por James Cagney como piloto de avión y Bette Davis como una heredera fugitiva, y dirigida por William Keighley .

## Sinopsis
Un locutor ávido de publicidad promueve la fuga entre Joan Winfield, la hija del magnate petrolero de Texas Lucius K. Winfield, y el famoso líder de banda Alan Brice. Steve Collins, que dirige un pequeño servicio de vuelos chárter que está muy endeudado, está contratado para llevarlos de Los Ángeles a Las Vegas (Estados Unidos). Sin embargo, si Steve no consigue $1112,77 antes de la medianoche, la compañía financiera confiscará su avión. Al enterarse por la radio de la planeada fuga, Winfield llama a su hija al aeropuerto para intentar evitarla, acusando a Alan de ser un cazador de fortunas. Steve vuelve a llamar al magnate y le ofrece evitar la fuga y llevarle a su hija soltera a Amarillo, Texas, por un precio. Acuerdan un precio de flete de 10 dólares la libra por lo que pese contra reembolso. Con un estimado de 115 libras, Steve ganará lo suficiente para saldar su deuda. Cuando el acreedor regresa para exigir la llave de su avión, Steve lo deja inconsciente. Steve engaña a Alan para sacarlo del avión diciéndole que tiene una llamada telefónica urgente desde Nueva York y se va con Joan. La prensa informa que la novia fue secuestrada y la historia aparece en los titulares y en las noticias de todo el país.
Joan le pregunta a Steve cuánto pide el rescate y se ofrece a pagar más. Él le dice que le está cobrando $1100 (más o menos) y ella se ofrece a pagarle $5000 para que se la devuelva. Steve insiste en que no puede retractarse del trato con su padre. Cuando Joan, enojada, intenta saltar del avión, Steve ve que su paracaídas desabrochado está al revés y desvía el avión para hacerla perder el equilibrio para que no pueda saltar. Aterriza cerca del pueblo despoblado de Bonanza, a 60 millas del pueblo más cercano.
El asistente del fiscal del distrito le ordena al sheriff McGee que encuentre al secuestrador y lo arreste por robar el avión a la compañía financiera (el secuestro está fuera de su jurisdicción). Mientras tanto, en el lugar del accidente, Joan y Steve pasan la noche acampando, Steve saca una canasta de pícnic llena de comida y anima a Joan a comer.
A la mañana siguiente, se encuentran con el único residente del pueblo despoblado, "Pop" Tolliver. Joan insiste en que la están secuestrando, pero Steve sostiene que es una pelea de amantes. Cuando Tolliver escucha la noticia del secuestro en la radio, "arresta" a Steve a punta de pistola y lo encierra en la cárcel del pueblo. Tolliver sale con Joan en su viejo cacharro de 20 años, que se estropea a la vista de Bonanza. Joan y Tolliver escuchan en las noticias que se ha enviado un equipo de búsqueda. Cuando Tolliver escucha al padre de Joan decir que su hija no ha sido secuestrada, pero que contrató a Collins para detener la fuga, Tolliver deja salir a Collins de prisión, decidido a ayudar a que Joan regrese con su padre.
Joan escapa a una mina abandonada, seguida por Steve, y quedan atrapados en un derrumbe durante varias horas. Cuando Joan se queda dormida, Steve encuentra una salida y disfruta de una comida con Pop. Siguiendo el consejo de Pop, regresa con Joan en la mina sin revelarle la salida. Creyendo que van a morir, Joan reexamina su frívola vida, creyendo que su compromiso con Alan después de conocerlo sólo 4 días fue apresurado. Steve le dice que la ama, pero cuando la besa, ella sabe a mostaza en sus labios, se da cuenta de que la ha engañado, y se indigna. Al salir de la mina, descubren que Alan los ha localizado, acompañado por un juez de Nevada, y el sheriff ha venido a arrestar a Collins con una orden de arresto de California. Para evitar el arresto de Steve, Tolliver miente y le dice al sheriff que Bonanza está en Nevada, lo que invalida su orden de registro. 
Aún enojada, Joan acepta casarse con Alan. Steve no se opone cuando el juez de Nevada los casa, ya que el matrimonio no es válido. Los "recién casados" abordan otro avión, pero cuando Joan ve un recuerdo con la etiqueta "Bonanza, California", se da cuenta de que en realidad no están casados y se lanza en paracaídas para reunirse con Steve. Se casan con la aprobación del padre de ella y pasan la luna de miel en Bonanza. Después de celebrar, Joan pesa 118 libras, para un pago de $1180, suficiente para pagar la deuda de Steve.

## Reparto
- James Cagney como Steve Collins
- Bette Davis como Joan Winfield
- Stuart Erwin como Tommy Keenan
- Eugene Pallette como Lucius K. Winfield
- Jack Carson como Alan Brice
- George Tobias como Peewee Dafoe
- Harry Davenport como "Pop" Tolliver
- William Frawley como el Sheriff McGee
- Edward Brophy como Hinkle
- Harry Holman como el juez Sobler
- Chick Chandler como rl primer reportero
- Douglas Kennedy como el segundo reportero (acreditado como Keith Douglas)
- Herbert Anderson como el tercer reportero
- William Newell como el piloto de McGee
- William Hopper como el piloto de Keenan (acreditado como DeWolf Hopper)

## Crítica
El New York Times descartó The Bride Came COD como "una broma útil".  El crítico Archer Winston en The New York Post lo expresó sucintamente: "Está bien, Jimmie y Bette. Ya tuvieron su aventura. Ahora regresen al trabajo". A pesar de las críticas, la película fue una de las favoritas del público y una de las 20 películas más taquilleras del año.

## Adaptación radiofónica
The Bride Came COD se presentó en Lux Radio Theatre de CBS el 29 de diciembre de 1941. La adaptación fue protagonizada por Bob Hope y Hedy Lamarr.